# Є
Є, є (en cursiva Є, є) és una lletra de l'alfabet ciríl·lic.
A l'antic eslau oriental representava la vocal /e/ sense palatalització (la /e/ palatal en antic eslau oriental es representa amb la lletra Ѥ) i és intercanviable amb Е com a variant tipogràfica. Molt rarament s'empra davant d'una consonant.
Aquesta lletra s'utilitza actualment només en ucraïnès i en rutè per representar el so vocàlic iotitzad /je/ i el palatat /e/. En geologia, denota el període cambrià.

## Taula de codis
| Codificació de caràcters | Tipus     | Decimal | Hexadecimal | Octal  | Binari              |
| ------------------------ | --------- | ------- | ----------- | ------ | ------------------- |
| Unicode                  | Majúscula | 1028    | 0404        | 002004 | 0000 0100 0000 0100 |
| Unicode                  | Minúscula | 1108    | 0454        | 002124 | 0000 0100 0101 0100 |
| ISO 8859-5               | Majúscula | 164     | A4          | 244    | 1010 0100           |
| ISO 8859-5               | Minúscula | 244     | F4          | 364    | 1111 0100           |
| KOI 8                    | Majúscula | 180     | B4          | 264    | 1011 0100           |
| KOI 8                    | Minúscula | 164     | A4          | 244    | 1010 0100           |
| Windows 1251             | Majúscula | 170     | AA          | 252    | 1010 1010           |
| Windows 1251             | Minúscula | 186     | BA          | 272    | 1011 1010           |